# 吕克瑟伊莱班站
吕克瑟伊莱班站是法国的一个铁路车站，位于法国东部城市吕克瑟伊莱班。

## 位置
吕克瑟伊莱班站位于吕克瑟伊莱班市区的部，布兰维勒－吕尔铁路108.37公里处，距离吕尔大约18公里。车站大致呈西北-东南走向，开口朝东北。

## 设施
吕克瑟伊莱班站设有人工售票窗口，其开放时间如下：
- 周一至周五：10:00~12:30和13:30~18:00
- 周末及节假日：关闭

此外，吕克瑟伊莱班站站内还设有自动售票机等设施。

## 站台设置

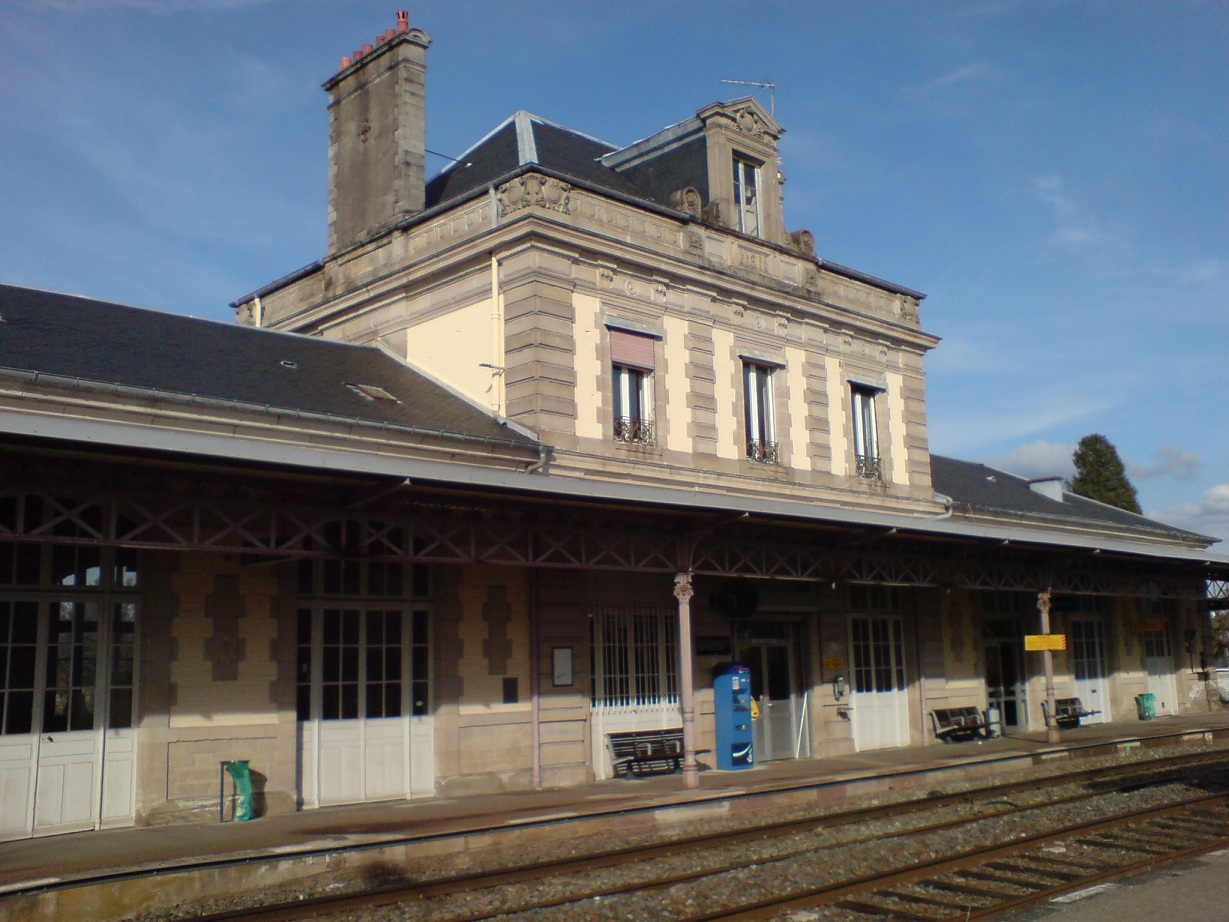
吕克瑟伊莱班站内部

吕克瑟伊莱班站内未设置地下通道或人行天桥，前往上行方向站台的乘客需横穿铁路正线，因此该站存在一定的安全隐患。

## 停靠线路
以下列车线路在吕克瑟伊莱班站停靠：
| 吕克瑟伊莱班站列车线路表 |      |          |        |              |
| 线路                     | 车种 | 上一站   | 下一站 | 大致运行频率 |
| 埃皮纳勒—贝尔福          | TER  | 艾伊维莱 | 吕尔   | 每天4趟左右  |
| 1.                       |      |          |        |              |

## 配套交通

### 长途客车
| 停靠吕克瑟伊莱班站的大巴车 |                                   |                                                                                   |
| 上下车地点                 | 运营单位                          | 主要线路及目的地                                                                  |
| 吕克瑟伊莱班站门口         | 上索恩省城际客运 Lignes saônoises | - 孚日省方向：阿若谷、勒米尔蒙 - 沃苏勒方向：Saulx、沃苏勒 - 吕克瑟伊莱班附近市镇 |
| 吕克瑟伊莱班站门口         | SNCF Car TER                      | - 沃苏勒 - 当某条铁路线施工或罢工时，SNCF可能也会提供途径该线路沿途站点的大巴车   |
| 1. 2. 3.                   |                                   |                                                                                   |

### 市内交通
吕克瑟伊莱班站附近暂无市内公共交通线路经过。

### 社会车辆
吕克瑟伊莱班站门口设有社会车辆停车场。

## 临近车站
| 吕克瑟伊莱班站（Gare de Luxeuil-les-Bains） |                    |          |
| 上行车站                                    | 线路               | 下行车站 |
| 艾伊维莱站                                  | 布兰维勒－吕尔铁路 | 吕尔站   |
| - 本表仅显示运营中的线路及车站              |                    |          |